# 尼波站
尼波站（站牌上彝文站名写作ꆀꀧ/nip bo，彝文时刻表上站名写作ꅓꁧ/ndi bbo）是一个成昆线上的铁路车站，位于四川省凉山彝族自治州喜德县尼波镇尼波村，建于1970年，目前为四等站，邮政编码为616756。目前车站主要办理通过与会让业务，客运每日仅有一对慢车停靠，不办理货运业务。

## 概要
尼波站内设有4条股道，下行方向至红峰站区间为乐武展线，全长14.32千米。车站由于海拔较高，常年气温较低，峨眉车务段于2018年于站台上安装了不锈钢风雨接车亭，以改善职工工作环境。
由于尼波镇交通不便，没有营运货车、而货车运输价格较高，当地村民多通过本站出行。2019年成都局集团对站台进行了硬化整治，以方便旅客乘降。

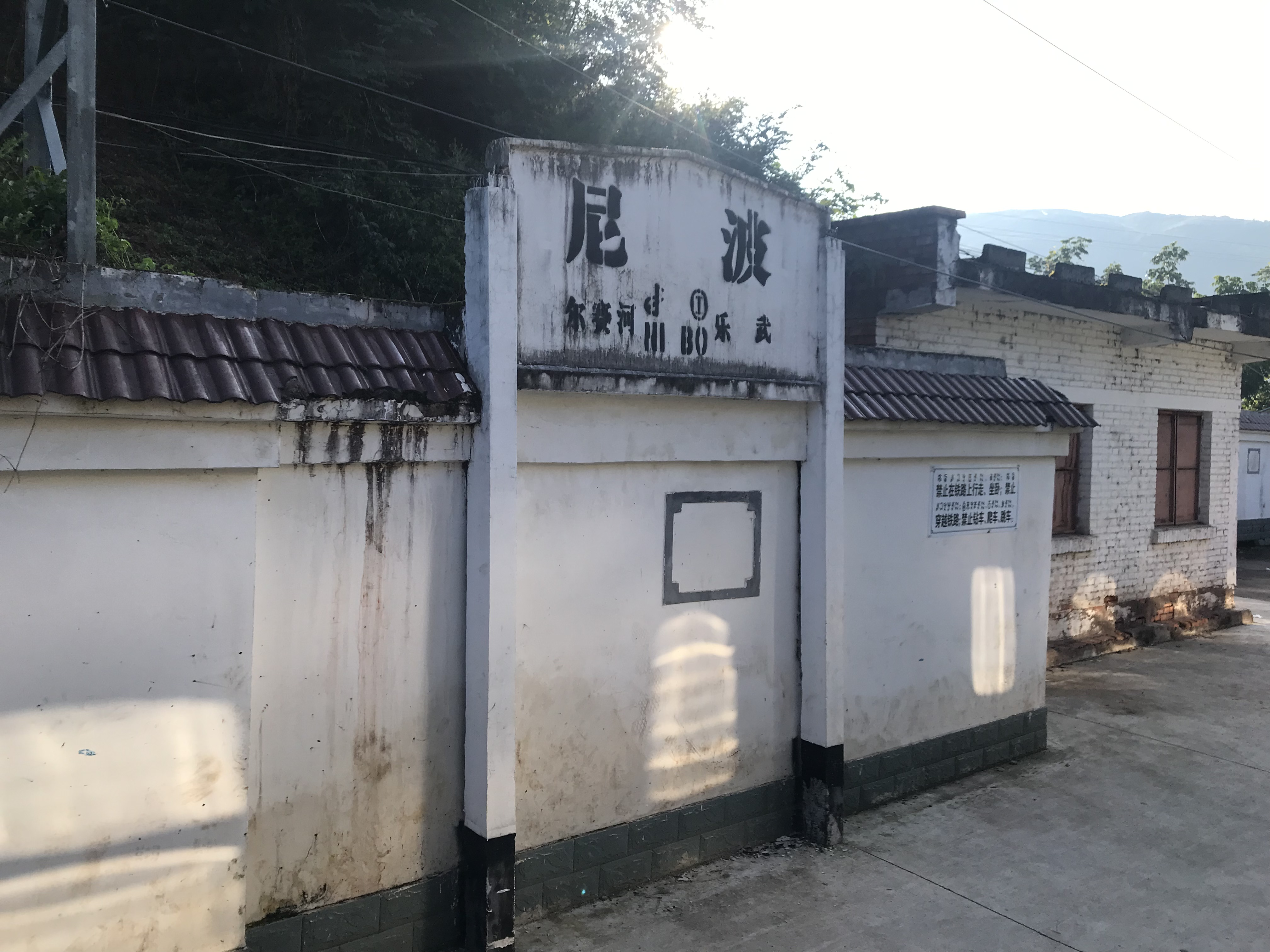
站牌
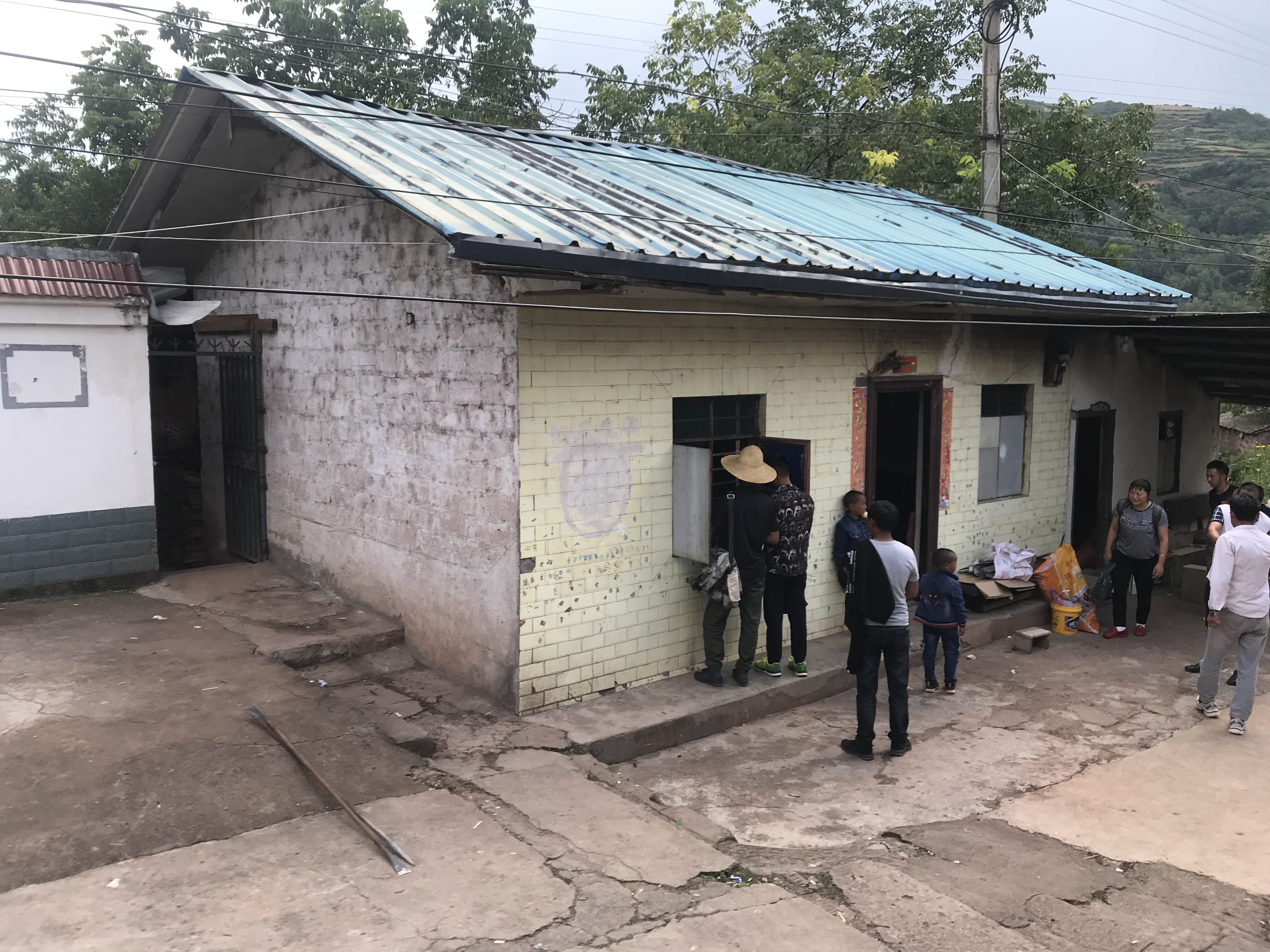
站内商店
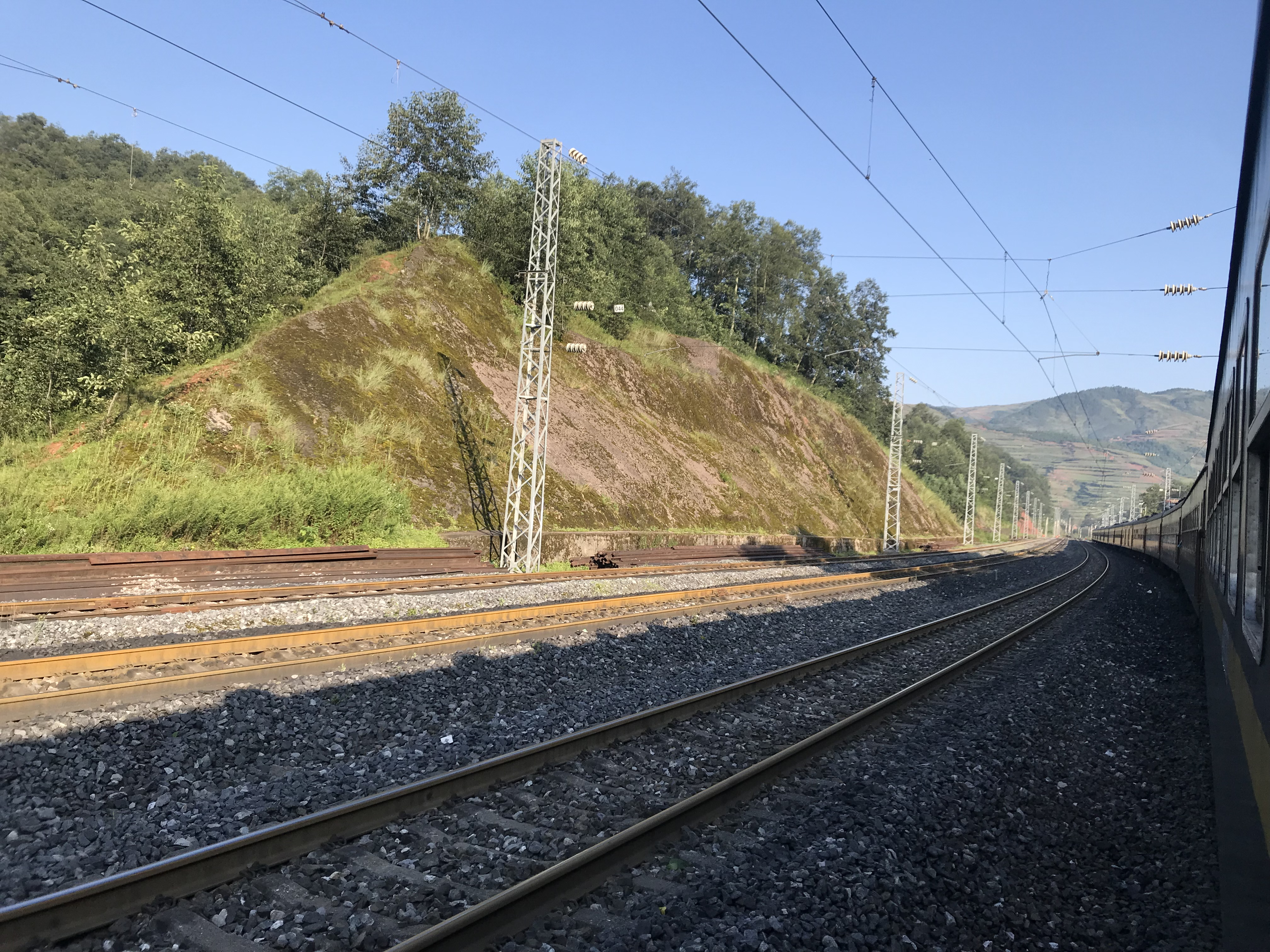
站场
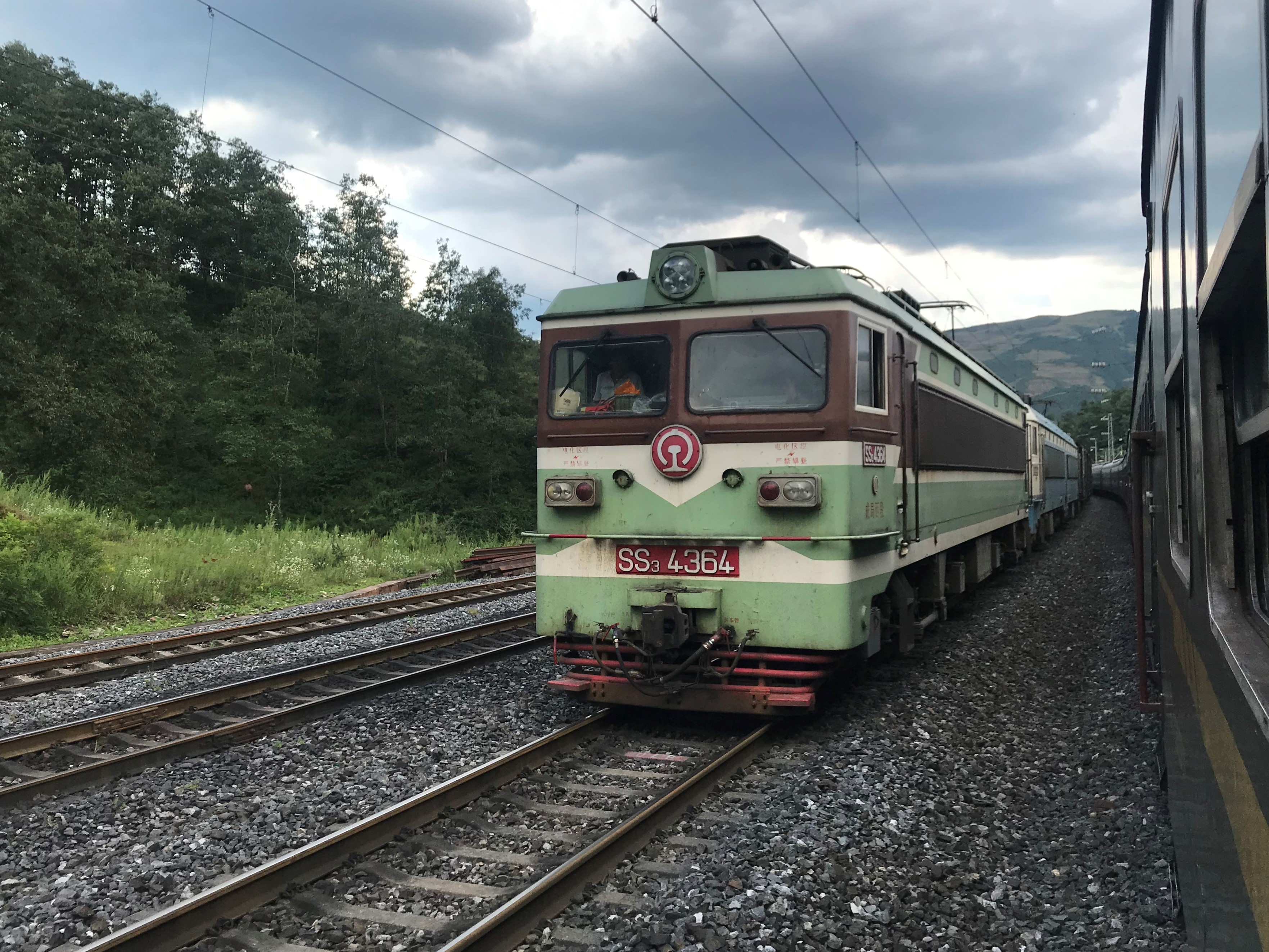
SS3牵引货列于站内